# Ligue pour la Protection des Oiseaux
La Ligue pour la Protection des Oiseaux, in acronimo LPO e nota internazionalmente come BirdLife France, è un'associazione ambientalista francese che si occupa della tutela degli animali e della biodiversità.
Fondata nel 1912 come sottosezione della Società nazionale di acclimatazione, divenutane poi indipendente nel 1966, è l'unico membro francese di BirdLife International dal 1955.

## Storia
Fu fondata il 26 gennaio 1912 come sottosezione della Società nazionale di acclimatazione con sede a Parigi su iniziativa di Albert Chappellier, ingegnere agrario ed insegnante presso l'École pratique des hautes études. Chappellier fu molto impegnato nel contrasto della caccia alla pulcinella di mare, poi scelta come simbolo dell'associazione, e fu il principale promotore della Riserva naturale di Sept-Îles, istituita nel 1976 e da allora gestita da LPO. Tra gli obiettivi principali della neonata associazione vi furono sin da subito la mitigazione degli effetti negativi dell'agricoltura sulle popolazioni di uccelli, la lotta agli abusi nella caccia e nel commercio di volatili e derivati, il monitoraggio delle migrazioni e l'educazione dei giovani su temi naturalistici.

## Organizzazione

### Presidenti
- Louis Magaud d'Aubusson (1912-1917)
- Louis Ternier (1919-1921)
- Jean Théodore Delacour (1921-1976)
- Philippe Milon (1976-1978)
- Antoine Reille (1978-1986)
- Allain Bougrain-Dubourg (dal 1986)

### Direttori generali
- Michel Métais (1977-2014)
- Yves Verilhac (2014-2022)
- Matthieu Orphelin (dal 2022)